# Perrães
Perrães é uma aldeia portuguesa da freguesia de Oiã, concelho de Oliveira do Bairro e Distrito de Aveiro.
É junto a esta povoação que o Rio Levira desagua no Rio Cértima.
Principais Governadores sendo os dois maiores clãs, os Galegos e os Caniços, sediados na Rua da Verga.
Festeja-se também em Perrães a grande romaria em honra de Nossa Senhora das Febres no dia 8 de Setembro.
Tem também ligação com a pateira de Fermentelos, através da Lagoa de Perrães conhecida pelos residentes por machuqueira, onde se encontra o parque do carreiro velho,com uma excelente vista para os arrozais do cértima.